# Ungvári nemzetközi repülőtér
Az Ungvári nemzetközi repülőtér (ukránul: Міжнародний аеропорт Ужгород, magyar átírásban: Mizsnarodnij aeroport Uzshorod) (IATA: UDJ, ICAO: UKLU) Ukrajna Kárpátontúli területén, Ungváron, a város nyugati peremén, közvetlenül a szlovák–ukrán határ mellett található nemzetközi repülőtér. Főként belföldi járatokat fogad, de esetenként nemzetközi járatok is használják. 2016-tól 2019 márciusáig  nem fogadott menetrend szerinti járatokat. 2019 márciusától péntekenként repült néhány hónapig a Motor Szics légitársaság Kijev–Ungvár járata lvivi leszállással. A KIjev–Ungvár repülőjáratot 2021. június 2-án indította újra a Windrose légitársaság.

## Története

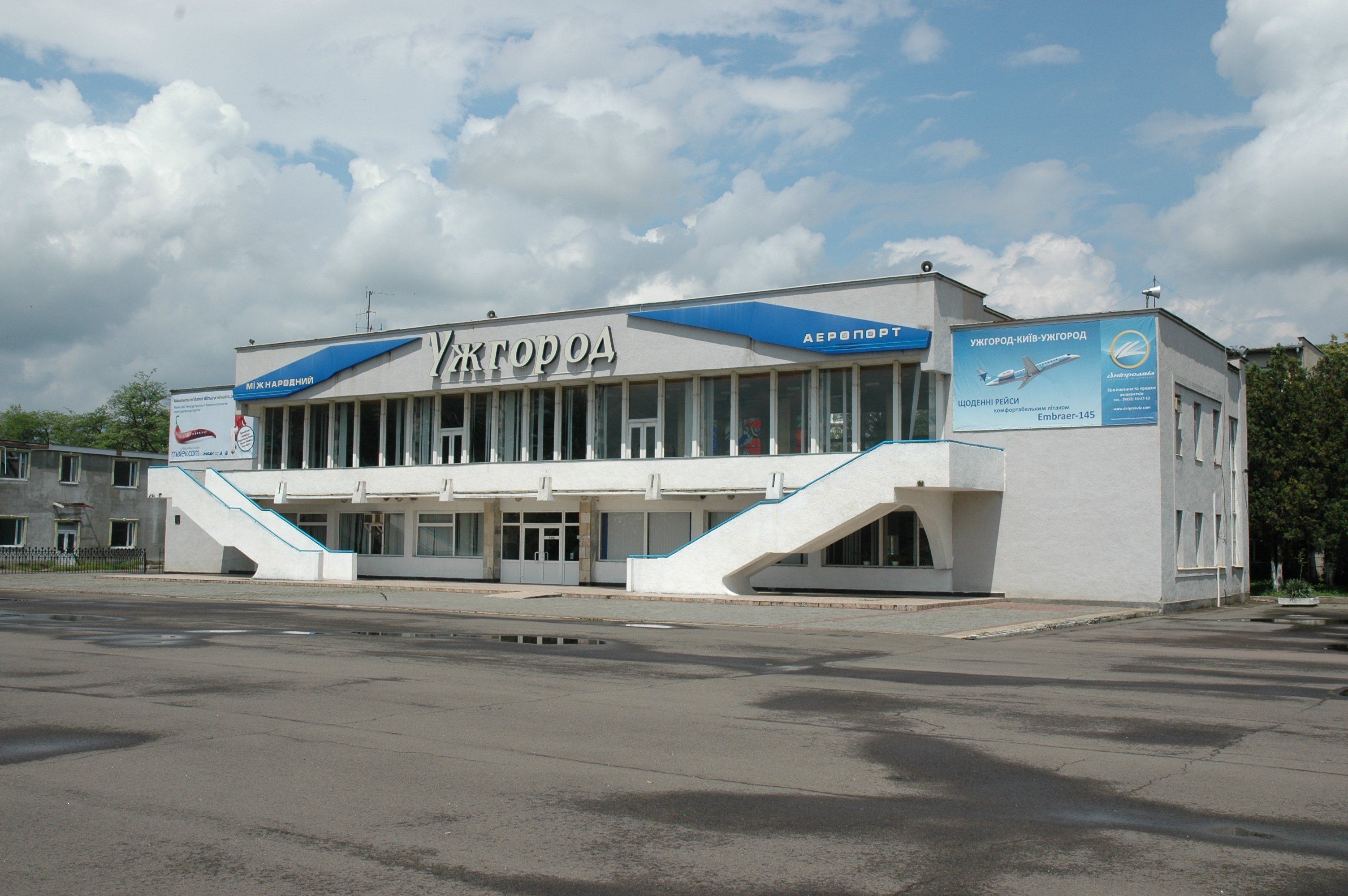
Az Ungvári nemzetközi repülőtér utasterminálja

A repülőtér Kárpátalja csehszlovák fennhatósága idején készült. A tervdokumentáció 1927-re készült el. Ezt követően elkezdődött az építkezés a város határában, egy korábban legelőnek használt területen, majd a repülőteret 1929 májusában nyitották meg.
Kezdetben Ungvár és Kassa között működött légijárat, majd 1930-tól indult el az Ungvár–Pozsony, később pedig az Ungvár–Prága járat, melyeken Aero A.23 típusú gépek üzemeltek.
Kárpátalja 1939-es visszacsatolásával a repülőtér magyar fennhatóság alá került. A repülőtérre települt I. vadászrepülő század gépei részt vettek az 1939. március végi szlovák–magyar harcokban. Később a repülőtéren az 5. közelfelderítő ezred egy százada települt WM–21 Sólyom  gépekkel, majd az 1942 októberében életbe lépett új szervezeti rend szerint a debreceni székhelyű 2. repülő dandár 4. közelfelderítő osztályának egy százada. A második világháború alatt a repülőtér végig katonai repülőtérként üzemelt.
Kárpátalja szovjet megszállása után, 1945 novemberében indult újra a polgári légiközlekedés a repülőtéren. Kezdetben Ungvár és Lvov, valamint Ungvár és Sztanyiszlav között közlekedtek Po–2-es gépek.
1976–1977-ben beton kifutópályát építettek, melyet az 1980-as évek végén kibővítettek 40 méter szélességűre és 2038 m hosszúságúra. A repülőtér az 1980-as években bonyolította le a legnagyobb légiforgalmat. A belföldi járatokon főként An–24-es utasszállító repülőgépek üzemeltek. A kilencvenes évek közepén, a MÉM RSZ utóda, az Air Service Kft L–410 típusú repülőgéppel közvetlen közforgalmi járatot tartott fent Budaörs és Ungvár között.

## Jellemzői
A repülőtér egy 2038 m hosszúságú és 40 m szélességű aszfaltozott kifutópályával rendelkezik. A pálya jellegzetessége, hogy annak vége a szlovák–ukrán határtól mindössze 100 m-re található. Ezért a repülőtérről felszálló, illetve az oda leszálló repülőgépek a szlovák légteret veszik igénybe. Ezt Szlovákia és Ukrajna között államközi egyezmény szabályozza.
Az utasforgalom kiszolgálására a repülőtér egy utasterminállal rendelkezik.
2011 tavaszáig a Dnyiproavia légitársaság üzemeltette az Ungvár–Kijev járatot Embraer–145-ös gépekkel. 2015-től a Motor Szics repülte ugyanezt az útvonalat An–140-es géppel a főváros nemzetközi repülőterére. A Motor Szics légitársaság 2016 júliusában megszüntette a Kijev–Ungvár járatot.
2017 májusában pályázatot írtak ki a repülőtér felújítására, amelyet egy román cég nyert meg. A felújítási munkálatokat 2017 júliusában kezdték el. Ennek során teljesen felújították a kifutópályát, a gurulóutakat és az utasterminált.
2019 márciusától a repülőtér újra fogadott menetrendszerű járatokat. A Motor Szics légitársaság 2019. március 15-én indította újra a Kijev–Lviv–Ungvár járatát. Ezen kezdetben heti egy alkalommal közlekedik (péntekenként) repülőgép Lvivbe, ahonnan 1 óra 15 perces várakozás után repül tovább Ungvárra. A járaton a Motor Szics An–24-es utasszállítót üzemeltetett. A járat azonban néhány hónapos működtetés után megszűnt.
A Kijev és Ungvár közötti légijáratot 2021. június 2-án indította újra a Windrose (Roza Vitriv) légitársaság. A járaton ATR–72–600 típusú repülőgépet üzemelte heti három alkalommal, hétfőn, szerdán és pénteken. A repülőgép 09:30-kor indul Kijevből, a Boriszpili repülőtérről, majd 12:10-kor indul vissza és 14:10-kor érkezik Kijevbe.

## Forgalom
Az utasforgalom az elmúlt években az alábbi módon változott:
| Utasok száma | 10 000 | 14 750 | 12 000 | 5038 | 1404 | 182  | 250  | 2782 | 7600 |
|              | 2011   | 2013   | 2014   | 2015 | 2016 | 2017 | 2018 | 2019 | 2021 |